# Alloue
Alloue est une commune du Sud-Ouest de la France, située dans le département de la Charente (région Nouvelle-Aquitaine).

## Géographie

### Localisation et accès
Alloue est une commune située au nord-est du département de la Charente, à la limite de la Charente limousine et du Ruffécois, et à 5 km au sud de la limite du département de la Vienne. Elle appartient à la communauté de communes du Confolentais.
Elle est à 9 km à l'est de Champagne-Mouton, chef-lieu de son canton, et à 12 km à l'ouest de Confolens. La route principale, qui traverse le bourg et la commune d'est en ouest, est la D 740, ancienne route nationale qui va de Confolens à Niort par Ruffec (distante de 24 km) et par Champagne-Mouton. Angoulême est à 50 km. Alloue est aussi à 15 km au nord de Saint-Claud et de Roumazières-Loubert.
D'autres routes départementales de moindre importance traversent la commune, comme la D 169, de Roumazières-Loubert à Épenède et Pressac par Ambernac, la D 171 en direction de Benest, la D 309, la D 312 et la D 313.

### Hameaux et lieux-dits
La commune compte de nombreux petits hameaux : Lasfont et les Bréchevaux sur la route de Confolens, les Essarts et les Repaires au sud-est, Villemier, la Châtre, Massignac et son château, le Breuil au sud du bourg sur la rive droite de la Charente, Beaumont, l'Houmède, la Renaudie, la Lande au sud sur la rive gauche, le Chevrier, le Grand Molan, chez Paire et Rioumort à l'ouest, Masmayoux, Fontbeau, chez Taury au nord, etc. Chez Pasquet touche le bourg au nord et la Cantine au sud et sur la rive gauche.

### Communes limitrophes
| Pleuville     | Épenède  | Hiesse           |
| Benest        | Alloue   | Ansac-sur-Vienne |
| Saint-Coutant | Ambernac |                  |

### Géologie
Les terrains sont de la marne calcaire datant du Lias (Jurassique inférieur) dans la vallée et de dépôts argileux du Tertiaire sur les coteaux,,.
L'ancienne mine de plomb argentifère située à Beaumont se compose de filons sur une faille qui suit la vallée de la Charente d'Ambernac jusque près d'Asnois (Vienne) en passant par Alloue. La mine est constituée de galeries creusées dans la roche.
Le relief de la commune est celui d'un plateau d'une altitude moyenne de 180 m, traversé du sud au nord par la vallée de la Charente. Le point culminant est à une altitude de 231 m, situé dans le bois des Signes sur la limite orientale de la commune. Le point le plus bas est à 136 m, situé le long de la Charente sur la limite nord-ouest. Le bourg, dans la vallée et sur la rive droite du fleuve, est à 145 m d'altitude.

### Hydrographie

#### Réseau hydrographique

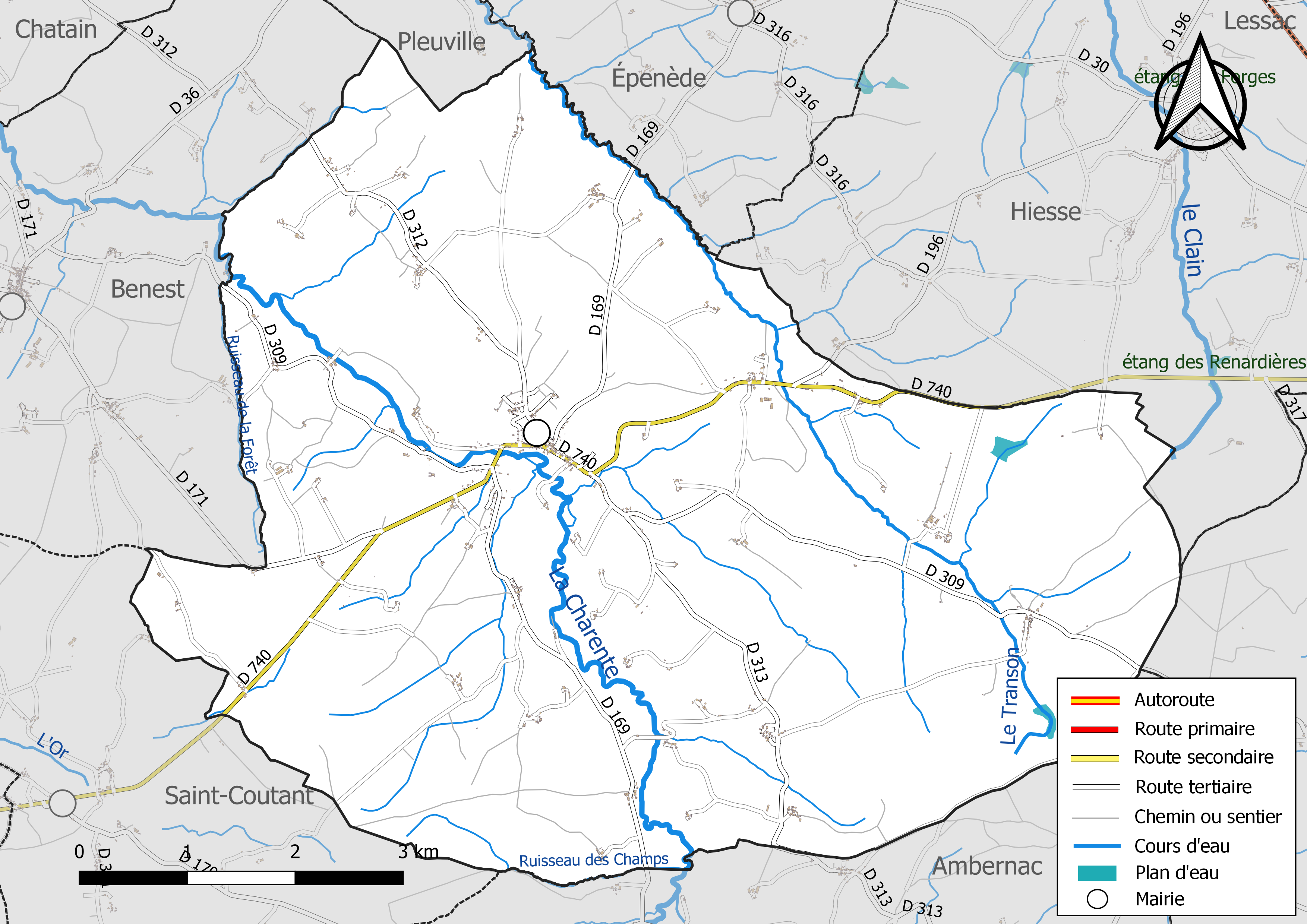
Réseaux hydrographique et routier d'Alloue.

La commune est située pour partie dans  le bassin versant de la Charente au sein  du Bassin Adour-Garonne et pour partie dans  la région hydrographique de « la Loire de la Vienne (c) à la Maine (nc) », une partie du Bassin de la Loire, au sein  du Bassin Loire-Bretagne. La ligne de partage des eaux entre les bassins de la Charente et de la Loire traverse l'extrémité orientale de la commune. Elle est drainée par la Charente, le Clain, le Transon, un bras de la Charente, un bras de la Charente, le ruisseau de la Forêt, le ruisseau des Champs et par divers petits cours d'eau, qui constituent un réseau hydrographique de 49 km de longueur totale,.
La Charente, d'une longueur totale de 381,4 km, prend sa source dans la commune de Saint-Léger-les-Vignes et se jette  dans le Golfe de Gascogne, après avoir traversé 117 communes. Elle traverse la commune du sud au nord. Sa partie communale est en aval de Roumazières et en amont du département de la Vienne où elle fait une incursion avant de redescendre sur Ruffec et Angoulême.
Le Clain, d'une longueur totale de 144,3 km, prend sa source dans la commune d'Hiesse 50 m de la limite communale, à Beau Clain, et se jette  dans la Vienne à Saint-Léger-les-Vignes, après avoir traversé 34 communes.
Le Transon, d'une longueur totale de 22,4 km, prend sa source au sud-est de la commune et longe sa limite orientale. Elle se jette  dans la Charente à Saint-Léger-les-Vignes, après avoir traversé 4 communes.
La commune d'Alloue comporte aussi de nombreux étangs et petites retenues d'eau, principalement au sud-ouest.

#### Gestion des cours d'eau
Le territoire communal est couvert par le schéma d'aménagement et de gestion des eaux (SAGE) « Charente ». Ce document de planification, dont le territoire correspond au bassin de la Charente, d'une superficie de 9 300 km2, a été approuvé le 19 novembre 2019. La structure porteuse de l'élaboration et de la mise en œuvre est l'établissement public territorial de bassin Charente. Il définit sur son territoire les objectifs généraux d’utilisation, de mise en valeur et de protection quantitative et qualitative des ressources en eau superficielle et souterraine, en respect des objectifs de qualité définis dans le troisième SDAGE  du Bassin Adour-Garonne qui couvre la période 2022-2027, approuvé le 10 mars 2022.

### Climat
Comme une grande partie ouest du département, le climat est océanique aquitain, mais il est légèrement dégradé aux abords de la Charente limousine; le climat y est légèrement plus humide et plus frais.

## Urbanisme

### Typologie
Au 1er janvier 2024, Alloue est catégorisée commune rurale à habitat très dispersé, selon la nouvelle grille communale de densité à 7 niveaux définie par l'Insee en 2022.
Elle est située hors unité urbaine. Par ailleurs la commune fait partie de l'aire d'attraction de Confolens, dont elle est une commune de la couronne,. Cette aire, qui regroupe 14 communes, est catégorisée dans les aires de moins de 50 000 habitants,.

### Occupation des sols
L'occupation des sols de la commune, telle qu'elle ressort de la base de données européenne d’occupation biophysique des sols Corine Land Cover (CLC), est marquée par l'importance des territoires agricoles (85,8 % en 2018), une proportion sensiblement équivalente à celle de 1990 (86,1 %). La répartition détaillée en 2018 est la suivante : 
prairies (39,7 %), terres arables (30,9 %), zones agricoles hétérogènes (15,2 %), forêts (13,4 %), zones urbanisées (0,8 %). L'évolution de l’occupation des sols de la commune et de ses infrastructures peut être observée sur les différentes représentations cartographiques du territoire : la carte de Cassini (XVIIIe siècle), la carte d'état-major (1820-1866) et les cartes ou photos aériennes de l'IGN pour la période actuelle (1950 à aujourd'hui).

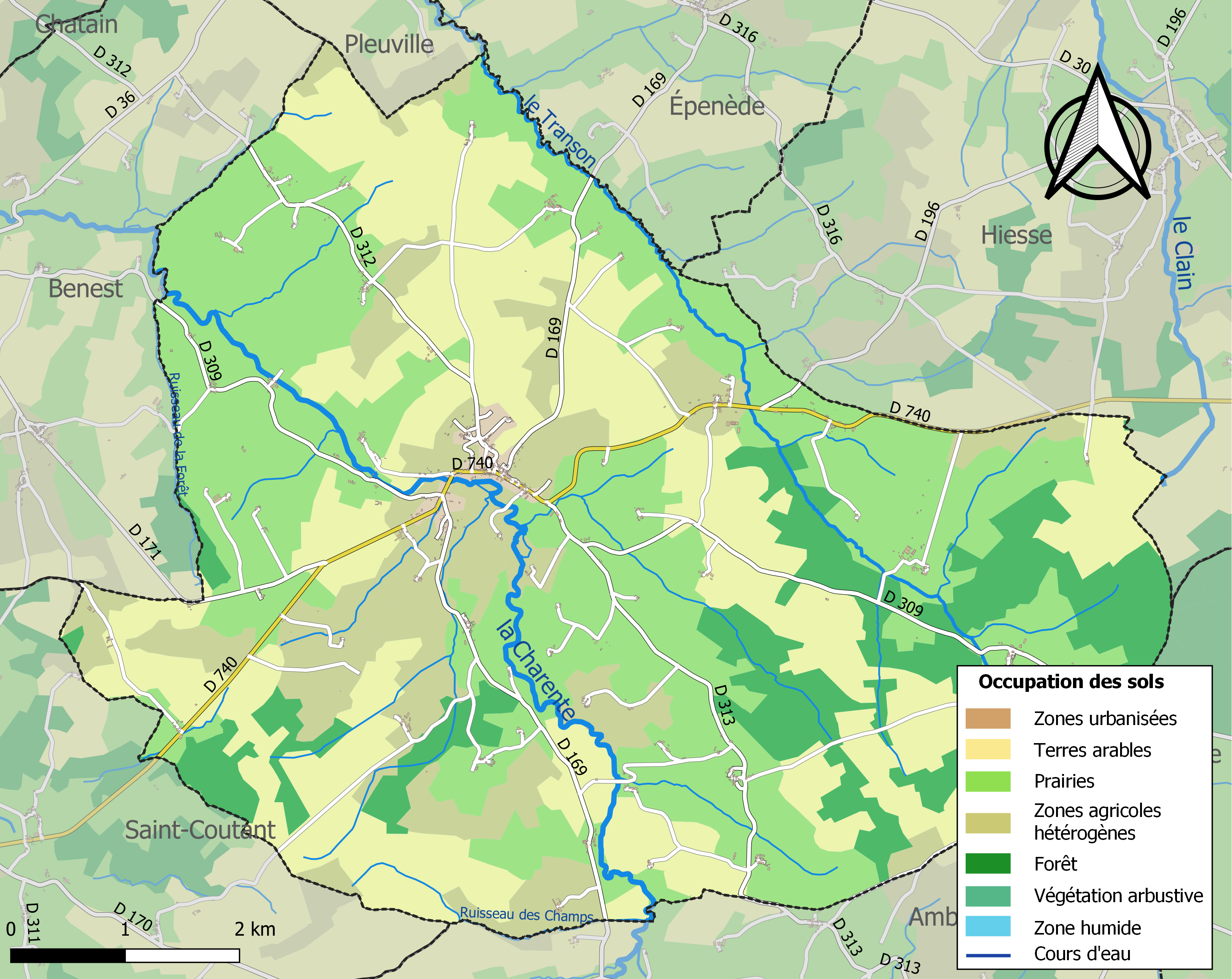
Carte des infrastructures et de l'occupation des sols de la commune en 2018 (CLC).

### Risques majeurs
Le territoire de la commune d'Alloue est vulnérable à différents aléas naturels : météorologiques (tempête, orage, neige, grand froid, canicule ou sécheresse) et séisme (sismicité faible). Il est également exposé à un risque technologique, la rupture d'un barrage, et à deux risques particuliers : le risque minier et le risque de radon. Un site publié par le BRGM permet d'évaluer simplement et rapidement les risques d'un bien localisé soit par son adresse soit par le numéro de sa parcelle.

#### Risques naturels

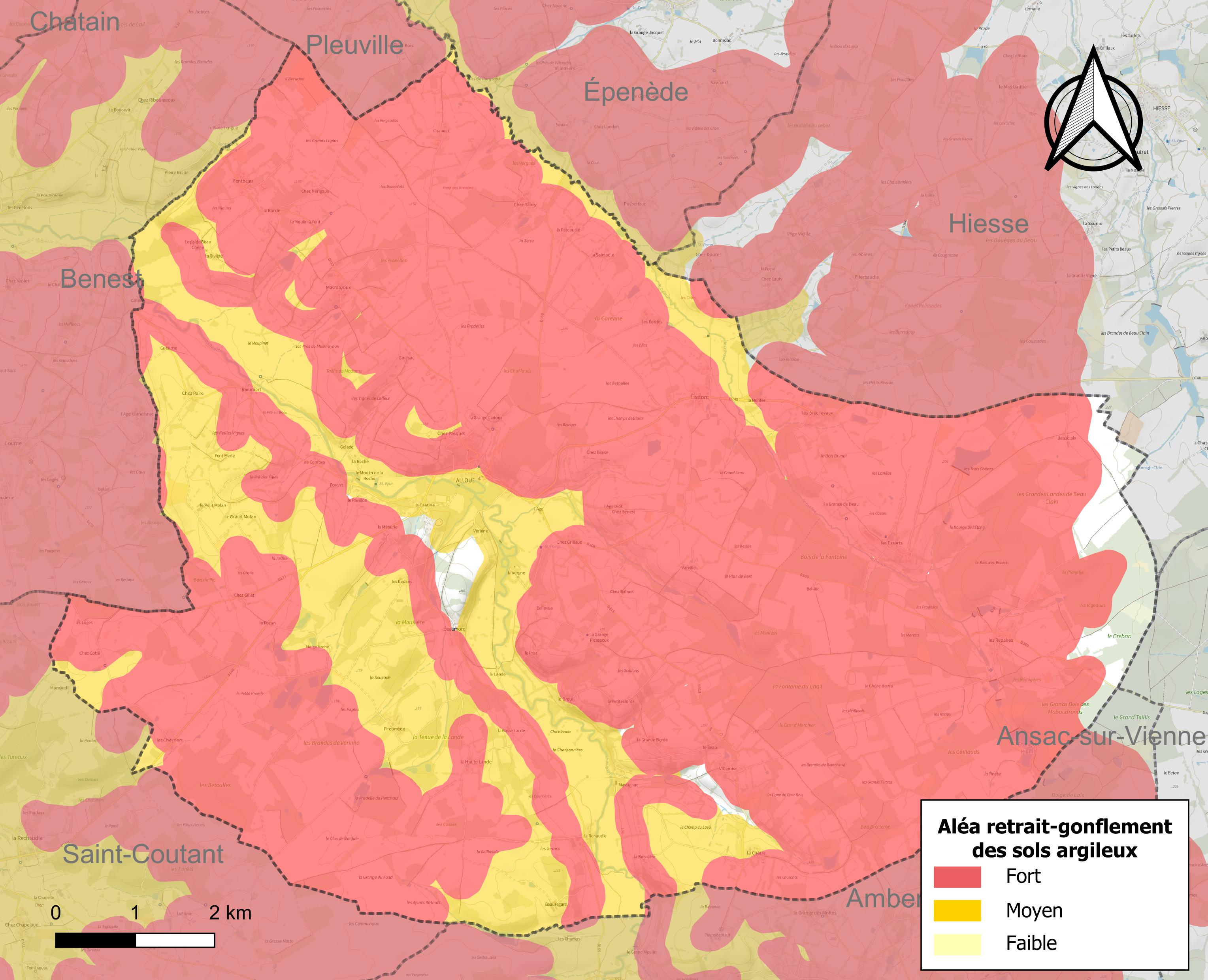
Carte des zones d'aléa retrait-gonflement des sols argileux d'Alloue.

Le retrait-gonflement des sols argileux est susceptible d'engendrer des dommages importants aux bâtiments en cas d’alternance de périodes de sécheresse et de pluie. 97,2 % de la superficie communale est en aléa moyen ou fort (67,4 % au niveau départemental et 48,5 % au niveau national). Sur les 385 bâtiments dénombrés sur la commune en 2019, 370 sont en aléa moyen ou fort, soit 96 %, à comparer aux 81 % au niveau départemental et 54 % au niveau national. Une cartographie de l'exposition du territoire national au retrait gonflement des sols argileux est disponible sur le site du BRGM,.
Par ailleurs, afin de mieux appréhender le risque d’affaissement de terrain, l'inventaire national des cavités souterraines permet de localiser celles situées sur la commune.
La commune a été reconnue en état de catastrophe naturelle au titre des dommages causés par les inondations et coulées de boue survenues en 1982, 1983 et 1999. Concernant les mouvements de terrains, la commune a été reconnue en état de catastrophe naturelle au titre des dommages causés par la sécheresse en 2011 et par des mouvements de terrain en 1999.

#### Risques technologiques
La commune est en outre située en aval du barrage de Mas Chaban, un ouvrage de classe A. À ce titre elle est susceptible d’être touchée par l’onde de submersion consécutive à la rupture de cet ouvrage.

#### Risques particuliers
La commune est  concernée par le risque minier, principalement lié à l’évolution des cavités souterraines laissées à l’abandon et sans entretien après l’exploitation de mines. La concession d'Alloue, d'une superficie de 15,5 km2, porte sur le plomb, le zinc et l'argent. Elle a été instituée le 1er novembre 1826 et sa renonciation, après la fin des travaux, est intervenue le 25 juillet 1922. Les Permis Exclusifs de Recherche (PER) d'Alloue-Ambernac et d'Ambernac, d'une superficie de 96,4 km² et 21 km², ont ensuite été respectivement attribués pour une durée de 3 ans, les 20 février 1958 et 23 août 1976.
Dans plusieurs parties du territoire national, le radon, accumulé dans certains logements ou autres locaux, peut constituer une source significative d’exposition de la population aux rayonnements ionisants. Certaines communes du département sont concernées par le risque radon à un niveau plus ou moins élevé. Selon la classification de 2018, la commune d'Alloue est classée en zone 2, à savoir zone à potentiel radon faible mais sur lesquelles des facteurs géologiques particuliers peuvent faciliter le transfert du radon vers les bâtiments.

## Toponymie

### Alloue
Une forme ancienne du nom de la commune d'Alloue est Lauda[Quand ?].
Alloue viendrait du mot gaulois alauda signifiant alouette. Il pourrait aussi être dérivé de villa Laudia, du nom d'un gentilhomme romain Laudius,.

### Hameaux
Les Repaires vient de l'ancien français repair qui désigne une maison ou un château fortifié.
Le hameau de Beaumont doit son nom au français beau mont qui signifie belle colline.
Les Essarts désignaient au Moyen Âge des lieux récemment défrichés au milieu d'un bois.
Le hameau de Fontbeau peut tirer son nom du latin fons/fontis qui signifie source et bellus qui signifie beau. On peut le traduire par belle source. Mais il vient plus vraisemblablement d'une francisation de l'occitan font bou (fons bovis en latin), fontaine du bœuf.
Le toponyme Lasfont, (la Fond sur la carte de Cassini, avec d fautif), fut refait en Lasfont d'après la prononciation Lâfon, le terme en occitan étant par ailleurs féminin.
Le hameau de Chez Taury équivaut à Chez Victorin (Vitouri en occitan), puis Tourin en langue vernaculaire, francisé en T(h)orin. La forme Taury vient d'une ancienne prononciation diphtonguée "towry", qui aboutit à Tory[réf. nécessaire] (chez Thory sur la carte de Cassini).
L'Houmède signifie « lieu planté d'ormes » (olmeda en occitan).
Pour le hameau de Masmayoux, l'origine peut être le latin major qui signifie plus grand et mansus qui est devenu mas au Moyen Âge et qui désignait un domaine agricole. On peut donc le traduire par grande ferme. Il peut aussi venir du nom d'une famille Mayoux, patronyme répandu en Angoumois.

### Dialectes
La commune est dans le domaine occitan du marchois au contact de celui du limousin, et marque la limite avec la langue d'oïl (au nord-ouest),.
Le nom de la commune semble, en 2014, indéterminé en marchois.

## Histoire
Des outils, en particulier des haches polies, et un tumulus situé aux Caillauds, attestent de l'ancienneté de l'occupation.
L'ancienne mine de plomb argentifère de la commune aurait été exploitée depuis l'époque gauloise.
Une voie antique passait par Alloue et ses vestiges sont visibles au lieu-dit les Repaires. Plus précisément, entre Villemier et les Repaires, la chaussée du vieux chemin Limoges-Confolens-Ruffec, dit Chemin ferré, a été suivie sur 50 mètres, au XIXe siècle. Plus au nord, près du hameau de Lasfont, la chaussée d'un vieux chemin d'orientation nord-sud, qui relierait Charroux à Périgueux, a été découverte à la même époque, avec une largeur de six mètres,.
À proximité des Repaires se trouvait encore au XIXe siècle un tumulus rond d'un diamètre de 15 mètres appelé localement le Tombeau du Soldat.
Alloue faisait partie de la province du Poitou, comme la plupart des communes du canton de Champagne-Mouton et bien qu'on y parlait sous l'Ancien Régime la langue d'oc sous forme du limousin.
Dès 783 le nom Alloue est mentionné quand Rogier, comte de Limoges donne la terre d'Alloue à la création de l'abbaye de Charroux. Et le 23 avril 1121, Guillaume Ier, évêque de Poitiers, fait don à l'abbaye de Charroux de l'église d'Alloue. Ce prieuré bénédictin dont le prieur avait droit de haute, moyenne et basse justice fut pillé en 1356 puis remis en état. Au XVIe siècle  le prieuré comprend quatre occupants et le prieur. D'après un terrier de 1547, le prieuré d'Alloue possédait une vingtaine de maisons dans le bourg et près de 125 tenures dans la paroisse et les paroisses voisines. Sur un plan de 1740, on le retrouve jouxtant l'église accompagné de ses bâtiments de ferme et de ses jardins. Le prieuré s'éteint en 1781. Il est vendu comme bien national à la Révolution.
Quatre fiefs et châteaux se trouvent sur le territoire :
Le fief de Geuche est mentionné en 1396, date à laquelle il appartient aux Perrot de La Lande. Au XVIIe siècle il est la propriété de la famille Gracieux et sera vendu comme bien national à la Révolution.
À 300 m du bourg, près de la vallée de la Charente, le manoir de l'Age, dit aussi de l'Âge de Volute, pour lequel en 1399, Guy de l'Aage Landri, damoiseau, rend aveu à Aimar abbé de Charroux, de son « hébergement de l´Age de Volude en Alloue ». Le mot volude désigne une petite vallée et le mot age un enclos fortifié. Le manoir de l'Age, datant de la fin du XVe siècle, aurait été occupé successivement par les familles Green de Marsault, de Laage et de Verdilhac.
Le château de Massignac  aurait appartenu au XVe siècle à la famille Tizon, puis au XVIe siècle aux Barbarin, pour passer ensuite à la famille Régnaud, puis par mariage, à la famille Guiot puis être lui aussi vendu comme bien national à la Révolution.
Un moulin qui en dépendait au nord a été détruit.
La seigneurie de La Vergne avait rang de châtellenie[réf. nécessaire].

## Politique et administration

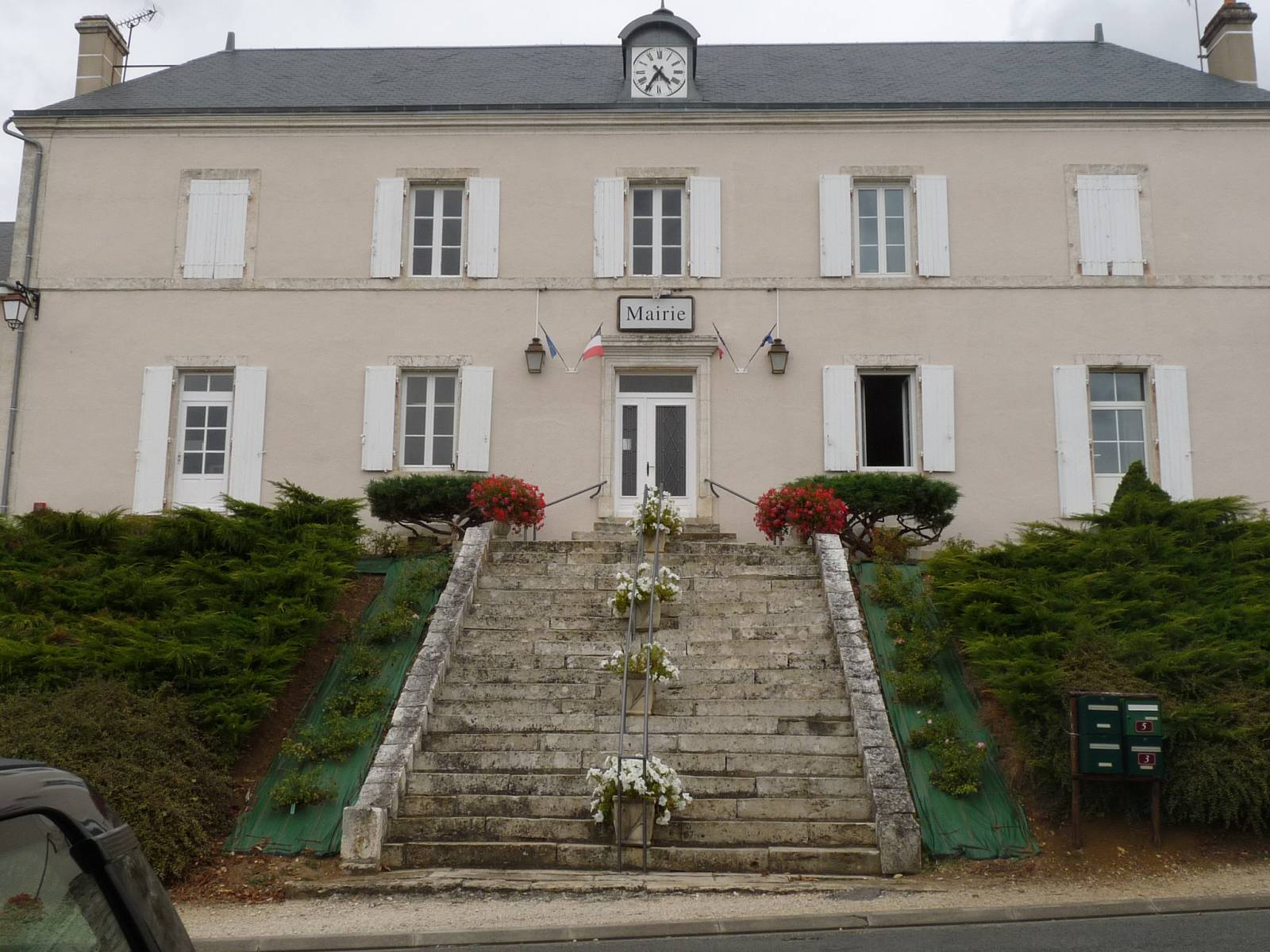
La mairie d'Alloue.

Quand la commune a été créée en 1793 elle se nommait Allouë et elle était chef-lieu de canton. Dès 1801, toujours nommée Allouë elle appartenait au canton de Champagne-Mouton et ce n'est que plus tard qu'elle est devenue Alloue.
| Période                                  | Période  | Identité                   | Étiquette | Qualité                         |
| ---------------------------------------- | -------- | -------------------------- | --------- | ------------------------------- |
|                                          |          | Roger Brunet               |           |                                 |
| 1995                                     | 2001     | Lucien Simonneau           |           |                                 |
| 2001                                     | 2008     | Raymond Beaussand          |           |                                 |
| 2008                                     | 2014     | Nathalie Vignaud-Landrevie | SE        | Secrétaire d'agence d'assurance |
| mars 2014                                | 2020     | Jean-Jacques Catrain       | SE        | Contremaître                    |
| 2020                                     | En cours | Nathalie Landrevie         |           |                                 |
| Les données manquantes sont à compléter. |          |                            |           |                                 |

## Démographie
Les habitants sont nommés les Allousiens.

### Évolution démographique
L'évolution du nombre d'habitants est connue à travers les recensements de la population effectués dans la commune depuis 1793. Pour les communes de moins de 10 000 habitants, une enquête de recensement portant sur toute la population est réalisée tous les cinq ans, les populations de référence des années intermédiaires étant quant à elles estimées par interpolation ou extrapolation. Pour la commune, le premier recensement exhaustif entrant dans le cadre du nouveau dispositif a été réalisé en 2004.

En 2022, la commune comptait 481 habitants, en évolution de +2,12 % par rapport à 2016 (Charente : −0,48 %, France hors Mayotte : +2,11 %).
| 1793  | 1800  | 1806  | 1821  | 1831  | 1841  | 1846  | 1851  | 1856  |
| ----- | ----- | ----- | ----- | ----- | ----- | ----- | ----- | ----- |
| 1 720 | 1 560 | 1 347 | 1 616 | 1 659 | 1 647 | 1 715 | 1 688 | 1 601 |

| 1861  | 1866  | 1872  | 1876  | 1881  | 1886  | 1891  | 1896  | 1901  |
| ----- | ----- | ----- | ----- | ----- | ----- | ----- | ----- | ----- |
| 1 587 | 1 609 | 1 512 | 1 586 | 1 547 | 1 612 | 1 458 | 1 410 | 1 411 |

| 1906  | 1911  | 1921  | 1926  | 1931  | 1936  | 1946  | 1954  | 1962 |
| ----- | ----- | ----- | ----- | ----- | ----- | ----- | ----- | ---- |
| 1 399 | 1 332 | 1 196 | 1 233 | 1 133 | 1 093 | 1 054 | 1 003 | 923  |

| 1968 | 1975 | 1982 | 1990 | 1999 | 2004 | 2006 | 2009 | 2014 |
| ---- | ---- | ---- | ---- | ---- | ---- | ---- | ---- | ---- |
| 818  | 758  | 649  | 599  | 531  | 509  | 505  | 527  | 492  |

| 2019 | 2022 | - | - | - | - | - | - | - |
| ---- | ---- | - | - | - | - | - | - | - |
| 463  | 481  | - | - | - | - | - | - | - |

Forte de 1 720 habitants à sa création, elle a été victime d'une lente érosion qui s'est accélérée durant le XXe siècle, et elle a perdu 70 % de sa population en deux siècles.

### Pyramide des âges
La population de la commune est relativement âgée.
En 2018, le taux de personnes d'un âge inférieur à 30 ans s'élève à 20,9 %, soit en dessous de la moyenne départementale (30,2 %). À l'inverse, le taux de personnes d'âge supérieur à 60 ans est de 42,8 % la même année, alors qu'il est de 32,3 % au niveau départemental.
En 2018, la commune comptait 241 hommes pour 224 femmes, soit un taux de 51,83 % d'hommes, largement supérieur au taux départemental (48,41 %).
Les pyramides des âges de la commune et du département s'établissent comme suit.
| Hommes | Classe d’âge | Femmes |
| ------ | ------------ | ------ |
| 2,1    | 90 ou +      | 2,2    |
| 14,6   | 75-89 ans    | 20,6   |
| 25,8   | 60-74 ans    | 20,2   |
| 22,5   | 45-59 ans    | 24,7   |
| 13,3   | 30-44 ans    | 12,1   |
| 9,6    | 15-29 ans    | 9,9    |
| 12,1   | 0-14 ans     | 10,3   |

| Hommes | Classe d’âge | Femmes |
| ------ | ------------ | ------ |
| 1      | 90 ou +      | 2,7    |
| 9,2    | 75-89 ans    | 12     |
| 20,6   | 60-74 ans    | 21,3   |
| 20,7   | 45-59 ans    | 20,3   |
| 16,8   | 30-44 ans    | 16     |
| 15,6   | 15-29 ans    | 13,4   |
| 16,1   | 0-14 ans     | 14,3   |

## Tendances politiques
L'électorat d'Alloue penche à gauche. Aux seconds tours des élections présidentielles, le candidat du parti de gauche majoritaire, s'il est qualifié, y arrive en tête (Ségolène Royal à 54.79 % en 2007; François Hollande à 67.5 % en 2012), tout comme aux législatives (73,57 % pour Jérôme Lambert en 2017, 55.51 % pour le même candidat au premier tour en 2012). Le score du Front national y est inférieur à la moyenne nationale (33,07 % pour Marine Le Pen au second tour de l'élection présidentielle de 2017, contre 33,9 au niveau national ; 13.15 % pour cette même candidate au premier tour de l'élection présidentielle de 2012, contre 17,9 % au niveau national ; 8.08 % pour Jean-Marie Le Pen en 2007, contre 10,44 % au niveau national ; 14,64 % pour ce même candidat au second tour de l'élection présidentielle de 2002, contre 17,79% au niveau national).

## Économie
La mine de plomb argentifère aurait été exploitée depuis l'époque gauloise d'après l'abbé Jean-Hippolyte Michon. Elle aurait été exploitée par un sieur Villain au XVIIIe siècle, et en 1818, selon Quenot, on voyait encore une douzaine de fosses ouvertes. Puis la mine a été exploitée par plusieurs concessionnaires sans beaucoup de succès du fait de la pauvreté du minerai et de la difficulté de le séparer dans une galène constituée de plusieurs minerais enchevêtrés. Une société fut créée en 1821, puis la mine fut abandonnée en 1829, reprise, abandonnée de nouveau, et après une dernière tentative vers 1930 elle fut définitivement fermée pour cause de rentabilité insuffisante.
Au XIXe siècle quatre moulins étaient en activité, l'un, moulin à blé est devenu huilerie-laiterie puis la Charente a été détournée, le moulin de la Lande était un moulin à blé datant du XVIIIe siècle comme le Moulin-de-la-Roche alors que le second Moulin-de-la-Roche n'existait pas encore en 1835.
Actuellement l'activité est surtout agricole.
Les commerces comportent un boulanger-pâtissier, un restaurant et comptoir de pièces agricoles.
Les artisans sont un coiffeur, un maçon, un électricien-plombier-chauffagiste, un réparateur de cycles et un paysagiste.

## Équipements, services et vie locale

### Enseignement
L'école est un regroupement pédagogique intercommunal entre Alloue, Ambernac et Benest. Alloue accueille l'école primaire (maternelle et élémentaire), Ambernac et Benest une école élémentaire.

## Autres services
Il y a une agence postale, et les autres services sont sur les communes avoisinantes et principalement à Confolens.

## Culture locale et patrimoine

### Lieux et monuments

#### Patrimoine religieux
L'église paroissiale Notre-Dame datée de la fin du XIIe siècle et du début du XIIIe siècle a été classée monument historique par arrêté du 16 septembre 1929,. Il s'y trouve une statue de vierge à l'enfant en bois peint polychrome d'une hauteur de 1,10 m, datant du XVIIIe siècle et classée au titre objet depuis 1981, ainsi qu'un devant d'autel en cuir de Cordoue du XVIIe siècle de 1,50 m sur 0,60 m, classé depuis 1973.

L'église Notre-Dame
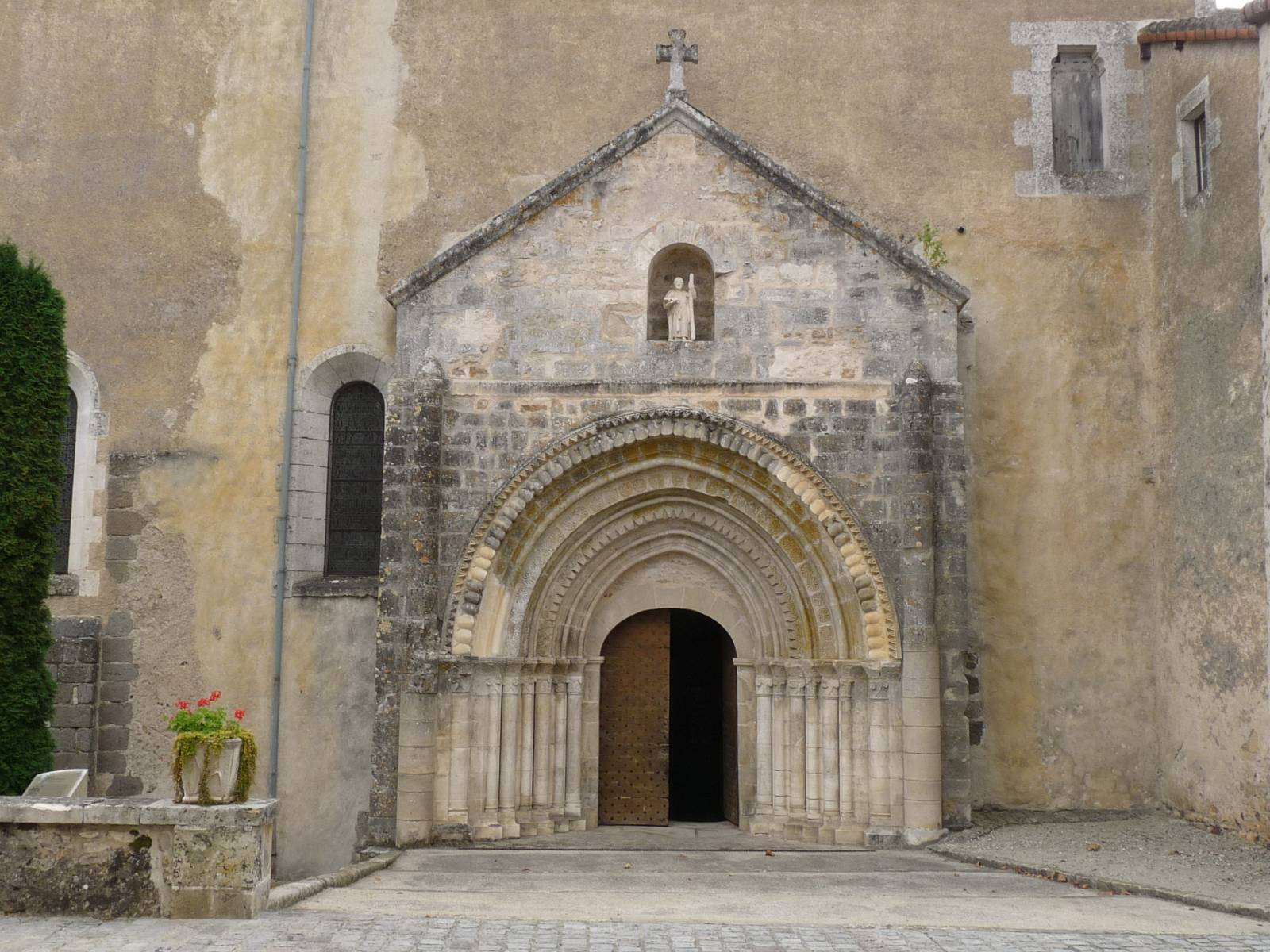
Le portail.
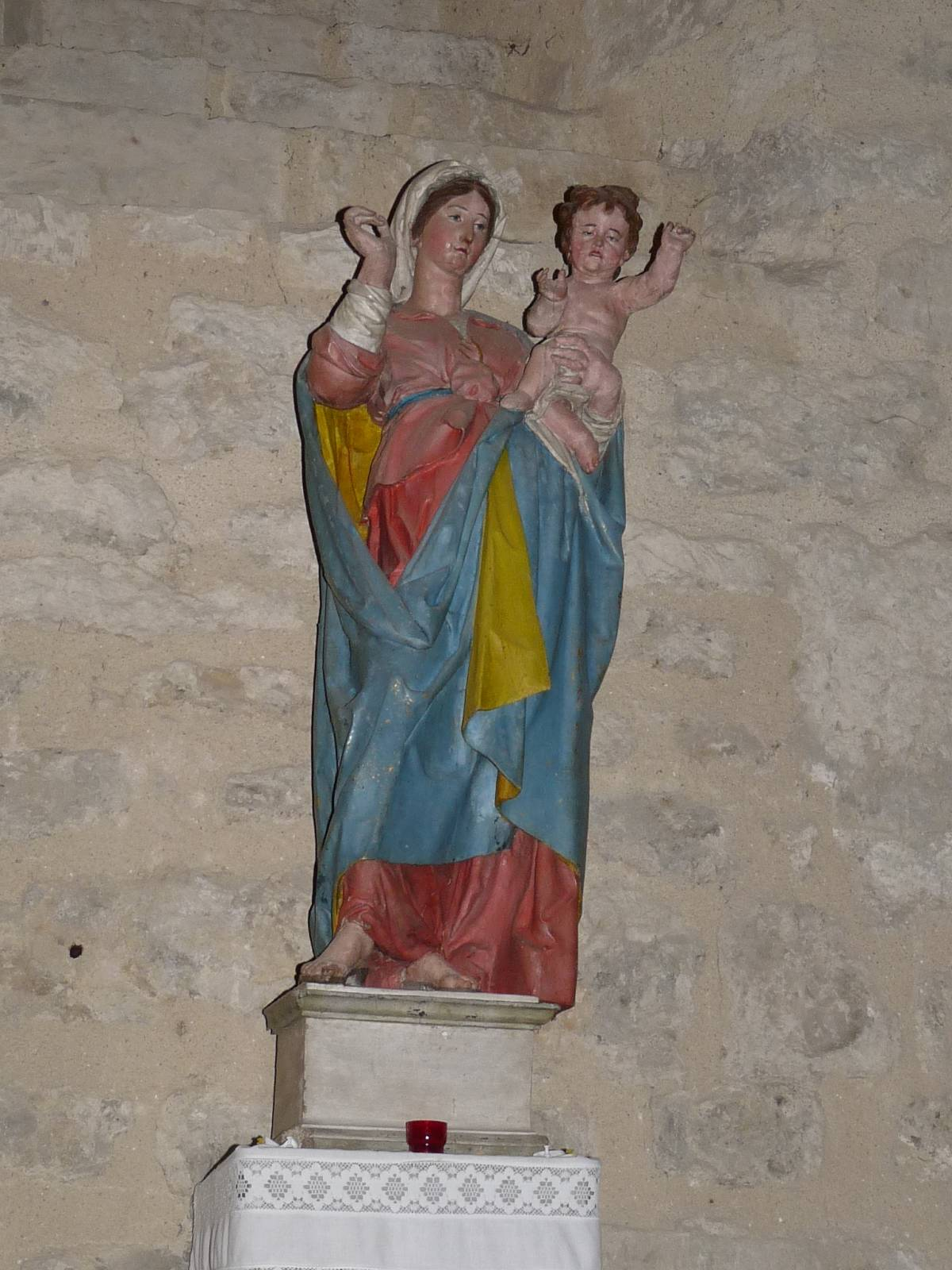
La Vierge à l'enfant.
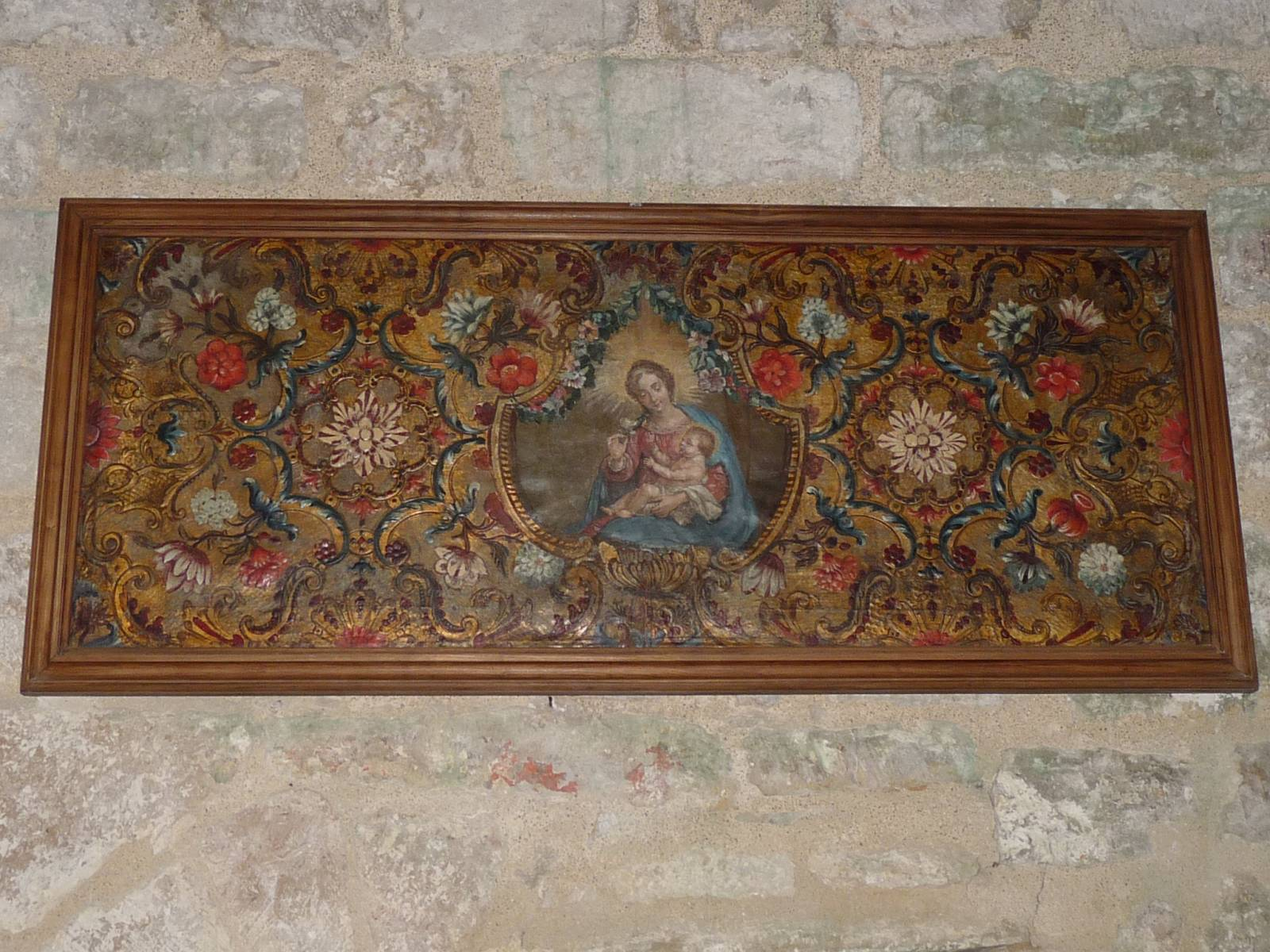
Devant d'autel.
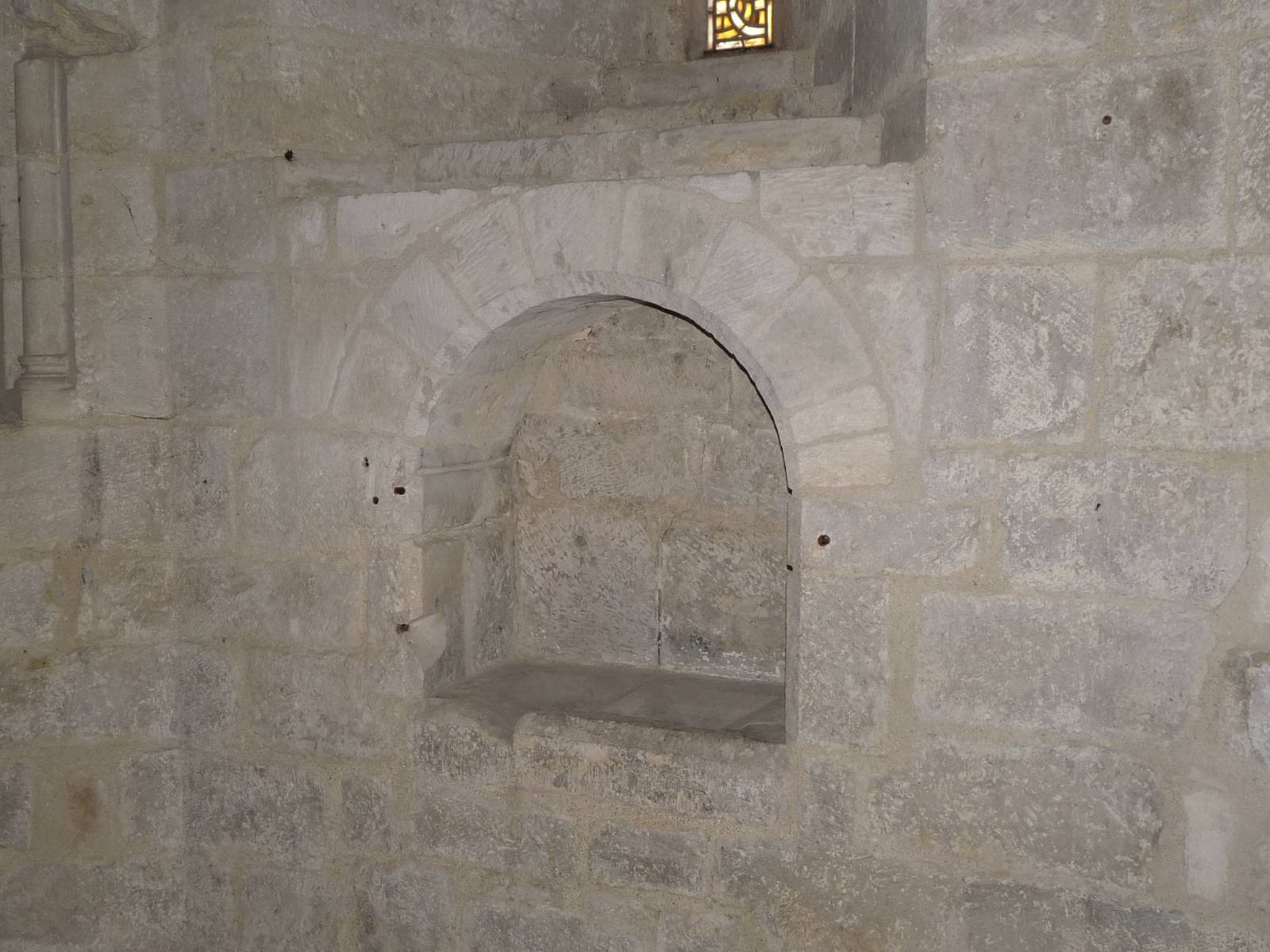
Lavabo liturgique.

L'église servait à la fois d'église paroissiale et aussi à un prieuré bénédictin fondé par les moines de Charroux dès le VIIIe siècle qui s'étendait au sud et à l'ouest de l'église. Le prieuré d'Alloue sur le plan de 1740 se présente comme un ensemble de bâtiments entourés de douves qui se rejoignent dans la Charente. Actuellement n'en subsiste que la partie ouest, reconstruite aux XVIe et XVIIe siècles. Le logis du prieur était dans l'alignement du mur nord de l'église, précédé d'une cour donnant sur la rue entre les deux tours. Une autre habitation a depuis été construite à l'emplacement de cette cour.

L'ancien prieuré
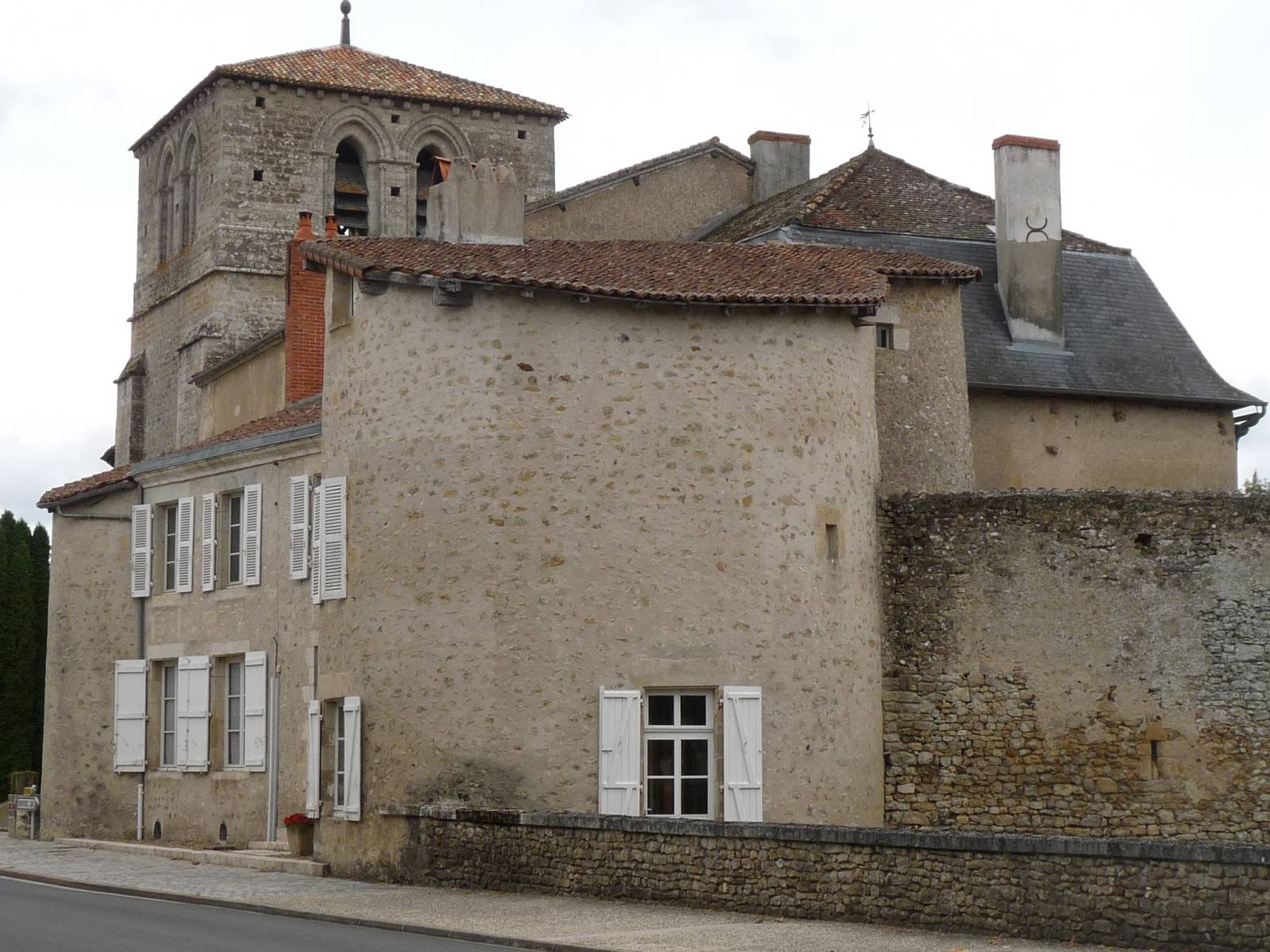
Ancienne tour.
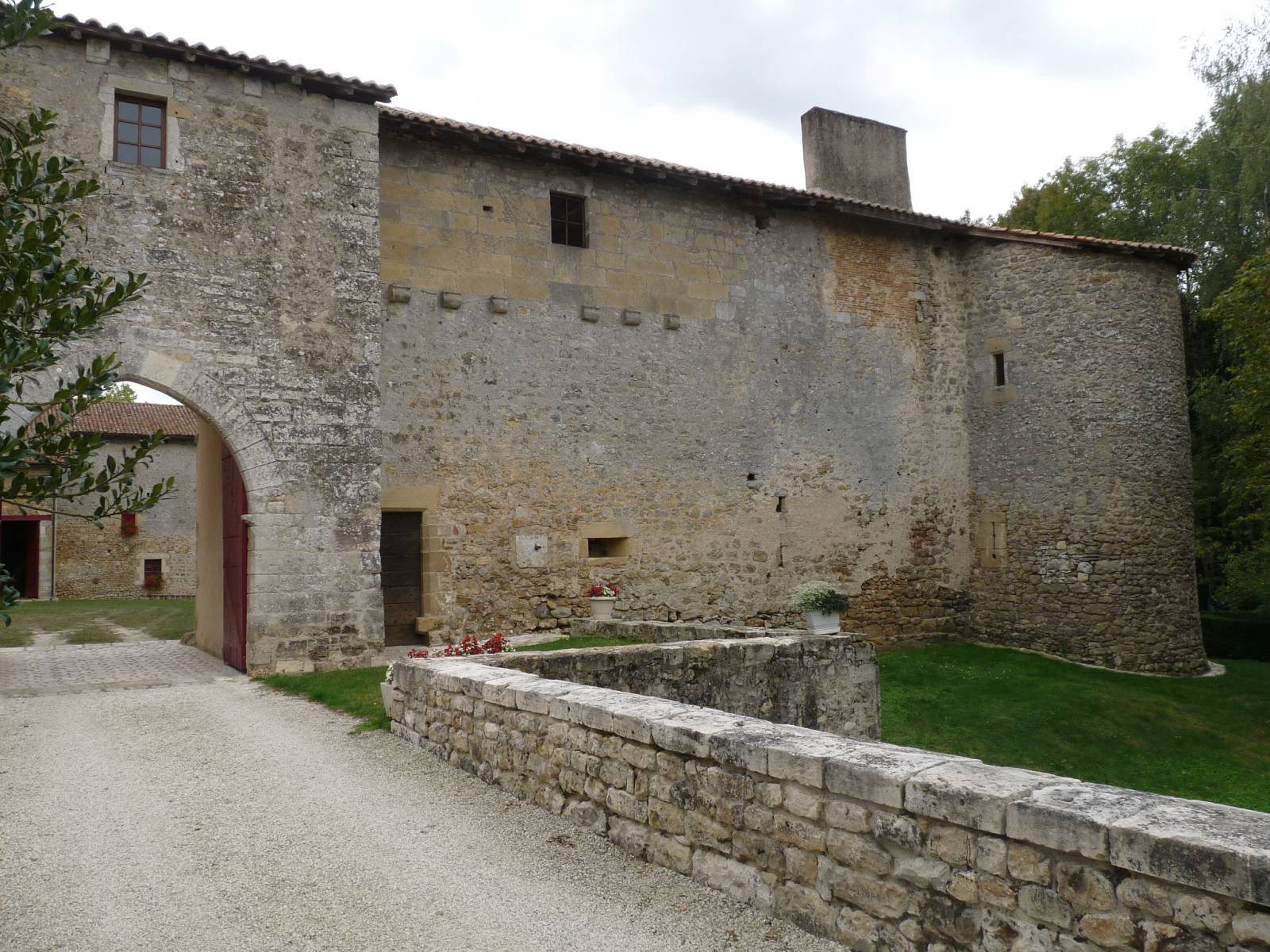
Pont et douves.

Les croix de chemins datées du XIXe siècle sont nombreuses et cinq sont recensées. Une croix de cimetière, datée de 1789 porte l'inscription « PIORRY NOTAIRE ET FABRIC/QUEUR 1789 ». Cette croix en pierre, à fût cylindrique, est dressée sur un socle constitué de quatre gradins. Devant, un bénitier en pierre est situé sur la dalle de pierre.

#### Patrimoine civil
Il reste des traces d'une voie romaine, à l'est de la commune près du lieu-dit les Repaires.
Un petit canal d'irrigation maçonné, situé en bordure de la place du Maquis-Foch, datant du XIXe siècle permet à un petit ruisseau de s'écouler dans la Charente. Une dalle relie les deux rives.
Le château de Massignac  possède les grosses tours d'angle et les fenêtres à encadrement et appui moulurés d'un château du XVe siècle. Les tours d'angles circulaires sont carrées à l'intérieur, munies de plusieurs archères canonnières. Il a été remanié en 1861 avec installation d'un escalier.
Le manoir de Gueuche, a conservé sa structure du XIVe siècle bien qu'une grande partie des murs aient été remontés vers 1870, date inscrite sur le linteau de la porte. Il est de plan rectangulaire avec cave voûtée en sous-sol, un étage et un comble couvert d'un haut toit à croupes en tuiles plates. La tour d'escalier accolée au sud-est coiffée d'un toit conique en ardoises possède des archères. Les dépendances ont été ajoutées au XIXe siècle et figurent pour partie sur le plan cadastral de 1835 (la grange a été agrandie à la fin du XIXe siècle).
Le château de l'Âge était à l'origine constitué d'une enceinte quadrangulaire avec chemin de ronde cantonnée de quatre tours circulaires possédant un pont-levis, datant du XVe siècle et d'une logis construit à la fin du XVIe siècle. Il ne reste de l'enceinte que les deux tours situées au sud-ouest et au sud-est. Cette dernière est percée de quatre meurtrières-canonnières par niveau. Le mur d´enceinte était couronné d´un parapet sur mâchicoulis dont il ne reste que les consoles au niveau de la tour sud-ouest. Le logis de plan rectangulaire possède un étage et un comble ainsi qu'une tour d´escalier circulaire, semi-hors-œuvre, au milieu de la façade percée de petites fenêtres et d´une archère.
Sur le plan cadastral de 1835, des douves et les quatre tours étaient encore présentes et un bâtiment qui s´appuyait sur l´enceinte au sud-ouest, dans le prolongement de l´actuelle pièce voûtée, reliait les deux tours d´angle. Sur des vues anciennes du début du XXe siècle, la tour située au nord-ouest et le chemin de ronde en façade du logis sont encore visibles.
Le château de Beau-Chêne est constitué de bâtiments cantonnés de quatre tours dont la partie la plus ancienne est la tour sud-est, qui pourrait dater du XVe siècle. Le blason des De Lage se retrouve remployé sur le mur est de la cour du logis et une inscription « F.P.P.D.Lage 1656 » se trouve inséré au-dessus d'un corbeau (mais vraisemblablement pas dans sa place d'origine) dans la construction d'un escalier extérieur. L'aile nord du château était démolie en 1873. Les De Lage, seigneurs de Beauchesne, une branche de la famille des De Lage de Volude, possédaient la seigneurie jusqu'à la fin du XVIIe siècle ; ensuite les Gracieux la tenaient jusqu'à la Révolution.
Le logis de la Vergne - Maison Maria Casarès
Situé à 300 m au sud du bourg au bord de la Charente, ce domaine a appartenu à l'actrice Maria Casarès. La bibliothèque et l'ensemble du logis ont été inscrits monument historique le 12 décembre 2002. La demeure a reçu le label « Maison des Illustres ».
Le manoir du Pavillon est indiqué comme étant une seigneurie au XVIIIe siècle sur la carte de Cassini et a depuis été très remanié.
La maison face à l'église serait du XVIe siècle reprise au XIXe siècle). Cette grande demeure à façade austère, a fait l'objet d'une décoration unique de papiers peints français exécutés entre 1834 et 1836 dans la manufacture de Jean Zuber. Ces papiers peints présentent des séries comme "vue de l'Amérique du Nord" ou encore "Helvéthie"[réf. nécessaire]
Alors que le pont de Rioumort serait un pont médiéval dont le tablier a été refait entre 1895 et 1898, le Pont Neuf à l'entrée ouest d'Alloue date de 1741.

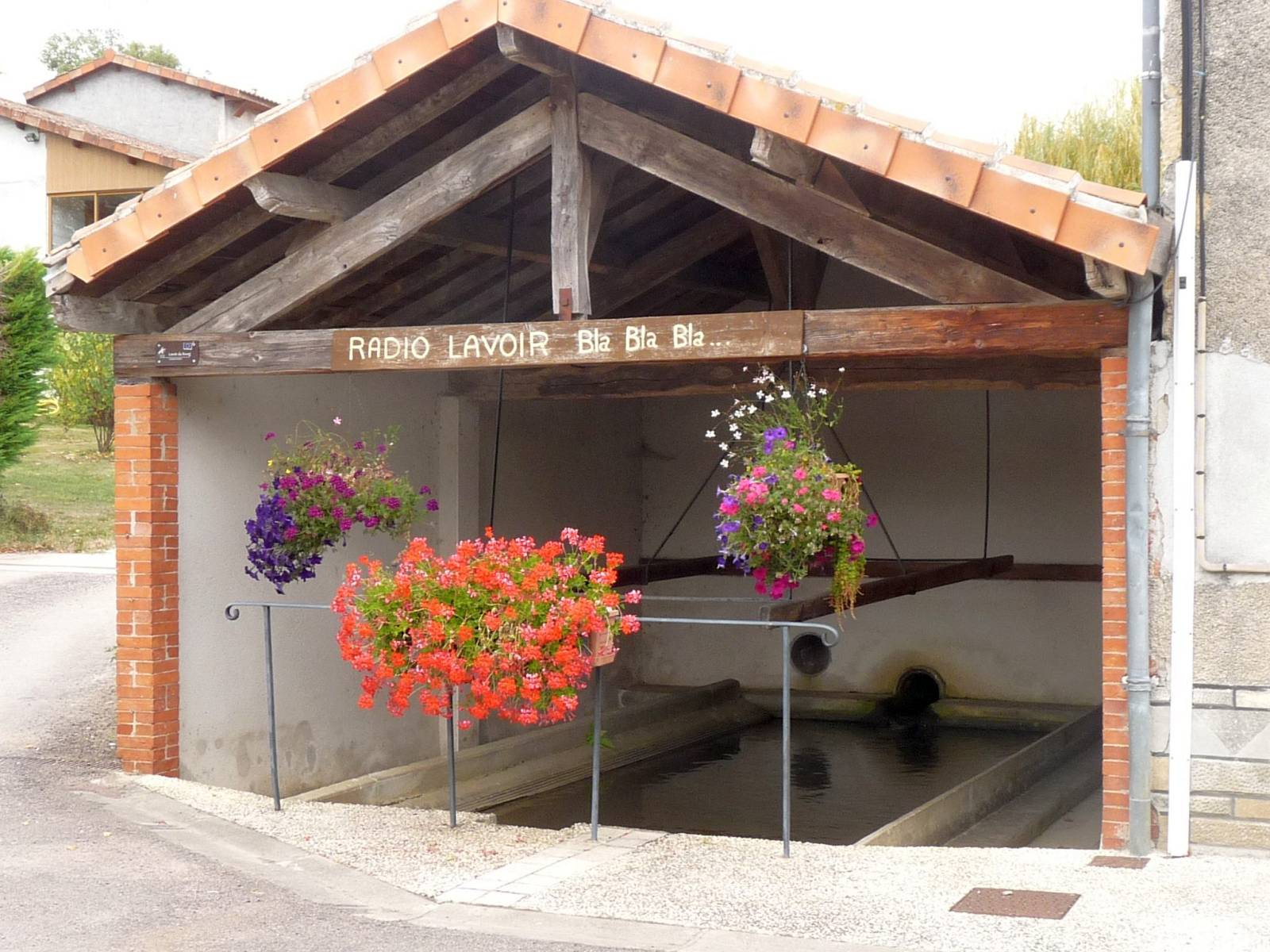
Le lavoir du bourg.

Le lavoir couvert d'Alloue est constitué d'un bassin entouré de dalles de pierre. Au lieu-dit Masmayoux le lavoir est un bassin rectangulaire non couvert alimenté par une source qui émerge d'un cube de maçonnerie en moellon et pierre de taille. Celui situé près du lieu-dit Lasfond est aussi un lavoir à bassin découvert.
La fontaine de Chez Paire est munie d'une pompe, celle de Rioumort est couverte par un dôme en moellon et d'après une légende elle apporterait santé et prospérité.

### Personnalités liées à la commune
- La famille Guyot ou Guiot (selon les époques) aux armoiries : "D'or à trois perroquets de sinople, becqués, membrés et colletés de gueules."  Cette famille noble, d'origine chevaleresque, titrée de marquis pour les Honneurs de la Cour en 1745, compta les plus brillantes alliances et fournit de très nombreuses branches aux provinces de la Basse-Marche, de l'Angoumois, du Poitou, du Berry, etc. Maison toute militaire, elle a fait ses preuves de noblesse devant les intendants des diverses provinces ci-dessus mentionnés. Cet ancien prénom a été porté par un grand nombre de familles dont la principale est celle du Poitou Guyot d’Asniere qui s est divisee en un grand nombre de branche notamment a Alloue (L’age de Volude, Massignac, La vergne, l’Houmede, la Haute Lande et Moland) 
  - Huon Guyot ou Huon Guiot, qui fut croisé en 1249 et les différentes branches de ses descendants, d'Asnières, de La Motte Villognon, du Fanet, de Lespars, de Montorcy et du Repaire dont plusieurs " seigneurs de La Vergne", qui se prénommaient Marc.
  - Guyot du Repaire ou Guiot du Repaire ou Guyot Durpaire: général des armées de la République sous la Révolution, est né à Alloue en 1755 (+ Angoulême 1818)[61].
  - Louis Guyot ou Guiot des Molans, (1751 Alloue - 1793), condamné par le tribunal révolutionnaire le 7 avril 1793 pour avoir émigré  en mars 1792. Il est la première victime du tristement célèbre tribunal révolutionnaire.
- Paul Mairat, journaliste, conseiller général de Champagne-Mouton à partir de 1894, puis élu député en 1906, il fut un initiateur des lignes de chemin de fer à voie étroite Angoulême-Roumazières et Saint-Angeau, les Chemins de fer économiques des Charentes. Sa maison, la villa Sarah fut construite vers 1910.
- Maria Casarès (La Corogne 21 novembre 1922 - Alloue 22 novembre 1996), comédienne d'origine espagnole, et son mari André Schlesser. Pour remercier la France d'avoir été une terre d'asile, elle fit don à sa mort de son domaine de la Vergne (acheté le 10 juin 1961) à la commune d'Alloue, qui devient "la maison de Maria Casarès".
- Michel Bosc (compositeur) dont le roman Marie-Louise, L'Or et la Ressource  (ISBN 978-2-343-03669-4) se déroule en partie à Alloue.

### Héraldique
| Blason | Blasonnement : De sable à deux chevrons d'or accompagnés de deux macles d'or remplies d'azur en chef. |